# Move in the Right Direction
Singles de Gossip
Perfect World
(2012) Get A Job
(2013)
Move in the Right Direction est une chanson du groupe d'indie rock américain Gossip sortie le 22 mai 2012 sous format numérique par le biais du label Columbia. Le single extrait de l'album studio A Joyful Noise est distribué par le major Sony. La chanson est écrite par Beth Ditto, Brian Higgins, Toby Scott, Jason Resch, Fred Falke et par Kieran Jones. Move in the Right Direction est produit par Brian Higgans. La chanson rencontre le succès en Europe notamment en Pologne.

## Liste des pistes
Promo - Digital Columbia Sony
1. Move In The Right Direction - 3:13

## Classement par pays
| Classement (2012)                       | Meilleure position |
| --------------------------------------- | ------------------ |
| Australie (ARIA)                        | 3                  |
| Belgique (Flandre Ultratop 50 Singles)  | 17                 |
| Belgique (Wallonie Ultratop 50 Singles) | 37                 |
| Allemagne (Media Control AG)            | 13                 |
| France (SNEP)                           | 64                 |
| Hongrie (Rádiós Top 40)                 | 3                  |
| Irlande (IRMA)                          | 39                 |
| Pologne (ZPAV)                          | 2                  |
| Suisse (Schweizer Hitparade)            | 53                 |
| États-Unis (Hot Dance Club Songs)       | 17                 |